# Li ti
Li ti là album phòng thu thứ ba của ca sĩ Tùng Dương, được sản xuất bởi Nhà xuất bản Âm nhạc (Dihavina) và phát hành ngày 20 tháng 12 năm 2010 bởi hãng phim Phương Nam. Quá trình thu âm diễn ra trong thời gian dài tại Đức, xen kẽ những tour diễn của anh. Khác với 2 album trước, Tùng Dương đã kết hợp với đội ngũ kỹ thuật viên phòng thu tới từ nước ngoài cũng như thử nghiệm thể loại nhạc điện tử hoàn toàn mới mẻ hòa trộn với phong cách vốn có của mình. Nhạc sĩ Nguyễn Công Phương Nam (Vincent Nguyễn) cùng ê-kíp Touch Sky Productions của anh là người trực tiếp hòa âm và biên tập album.
Li ti tiếp tục là sản phẩm thành công của Tùng Dương khi album nhận được rất nhiều đánh giá tích cực từ người hâm mộ cũng như từ các ý kiến chuyên môn. "Con cò", "Đồng hồ treo tường", "Sáng nay", "Giăng tơ" và "Li ti" đều là những ca khúc thành công tại giải thưởng Bài hát Việt. Tại Giải thưởng Âm nhạc Cống hiến lần thứ 6 năm 2010, Li ti được trao danh hiệu "Album của năm" còn Tùng Dương được trao giải thưởng "Ca sĩ của năm". Album cũng là một phần trong liveshow Tùng Dương – Thập kỷ hoan ca tổ chức ngày 12 và 13 tháng 12 năm 2015 tại Cung Văn hóa Hữu nghị Hà Nội, kỷ niệm 10 năm sự nghiệp của ca sĩ Tùng Dương.

## Hoàn cảnh ra đời
Bản thân Li ti không bao gồm nhiều ca khúc mới. "Con cò" từng là "Bài hát của năm" tại giải thưởng Bài hát Việt 2007, "Đồng hồ treo tường" cũng là "Bài hát của năm" tại giải thưởng Bài hát Việt 2009, ngoài ra "Li ti", "Sáng nay" cũng từng được trao giải thưởng bởi hội đồng thẩm định của chương trình. Chỉ có "Trời cho" và "Giăng tơ" là 2 ca khúc mới, bên cạnh hai bản nhạc hòa tấu được nhạc sĩ Nguyễn Công Phương Nam sáng tác riêng cho album.
Tuy nhiên, Li ti lại không phải là album tuyển tập của Tùng Dương khi anh quyết định thử sức hòa âm và phối khi tất cả các ca khúc theo phong cách nhạc điện tử phối theo hòa âm của các nhạc cụ giao hưởng. Để hiện thực hóa ý tưởng ấp ủ từ năm 2008, Tùng Dương đã liên hệ và cộng tác với ê-kip thu âm ở Đức, trong đó có ca dàn nhạc giao hưởng Beethoven của thành phố Bonn. Đội ngũ Touch Sky Productions của nhạc sĩ Nguyễn Công Phương Nam và nhạc sĩ Sebastian Parche trực tiếp phụ trách kỹ thuật thu âm cho album. Ngoài kinh phí lên tới 30.000 € (trong đó 20.000 € được tài trợ), Tùng Dương còn phải trả thêm 100 €/giờ cho mỗi nghệ sĩ, minh chứng cho sự đầu tư và tham vọng của anh với dự án này.
"Thật ra, tôi quyết định làm album này ở Đức là vì 2 lý do. Thứ nhất, đó là một trong những cái nôi của nhạc điện tử châu Âu, môi trường âm nhạc ở đấy chắc chắn sẽ có nhiều chất liệu tốt cho dự án của tôi. Thứ hai, ở đó có Nguyễn Công Phương Nam, người mà tôi rất trân trọng. Anh Nam vốn là dân jazz nhưng màu sắc điện tử trong thế giới âm nhạc của anh lại rất dồi dào. Những kỹ thuật, chất liệu, phối âm của anh rất chắc tay. Anh ấy còn là người kỹ tính, kỹ từ cách chọn người đánh trống, chơi cello cho đến những bản mix phức tạp."
~ Tùng Dương
Ca khúc "Li ti" là sáng tác được nhạc sĩ Sa Huỳnh viết năm 19 tuổi, sau đó được phối lại hoàn toàn khác biệt để phù hợp với phong cách chung của album. Chia sẻ về việc hợp tác với những nghệ sĩ nước ngoài, Tùng Dương khẳng định âm nhạc và tinh thần của album vẫn "giữ nguyên và đậm chất Việt". "[Âm hưởng dân gian] không hề mất đi chút nào. Thậm chí được gìn giữ và được đẩy mạnh rất rõ, được kết hợp với những gì tối tân của nhạc điện tử với tính dân gian.". Mặt khác, anh cũng rất hài lòng về hai bản nhạc hòa tấu trong album: "Đó là phong cách làm của những nghệ sĩ chơi electronica... Bản hoà tấu là sự sáng tạo bằng những âm thanh của các nhạc cụ tối tân."
So sánh với album thành công vang dội trước đó của mình, Tùng Dương chia sẻ: "Sự thay đổi trong âm nhạc của tôi thật ra chẳng thay đổi mấy. Đó đúng ra là logic hóa con đường tôi đang đi. 4 năm trước, Những ô màu khối lập phương đã vẽ ra một thế giới âm nhạc đa diện mà trong đó tôi được bay. Còn bây giờ tôi vẫn bay nhưng bằng chất liệu điện tử nhiều hơn. Vẫn không gian ấy nhưng đường bay lại có những ánh đèn, những ánh sáng trừu tượng, sự bí ẩn dẫn dắt. Bên cạnh đó, tôi rất yêu âm nhạc của Björk, Massive Attack, Portishead,... những chất liệu điện tử thể nghiệm của họ là một thế giới khó có thể cưỡng lại. Họ là niềm cảm hứng xuyên suốt trên con đường âm nhạc của tôi."

## Phát hành
Việc biên tập hậu kỳ được bắt đầu vào năm 2009 và Tùng Dương có dự định phát hành album vào tháng 7 năm 2010. Vì những lý do chủ quan và khách quan, phải tới tháng 12, Hãng phim Phương Nam mới có thể cho ra mắt album. Giới thiệu về sản phẩm của mình, Tùng Dương bày tỏ chủ đề của album: "Album này sẽ đem đến một không gian âm nhạc rộng lớn, nhưng mềm mại bởi sự kết hợp giữa nhạc điện tử và nhạc giao hưởng. Đúng như cái tên gọi của album – Li ti. Vạn vật trong vũ trụ này đều nhỏ bé, trái đất cũng nhỏ bé, nhưng những con người nhỏ bé biết tạo nên một sức mạnh cộng đồng thì sẽ làm được nhiều việc lớn."
Phần bìa đĩa, thiết kế bởi họa sĩ Dũng Yoko, là hình chụp con mắt với hình ảnh của chính Tùng Dương bên trong con ngươi. Về phần bìa đĩa này, anh giải thích mình lấy cảm hứng từ ca khúc nhan đề của nhạc sĩ Sa Huỳnh: "Mọi sự quan sát đều tập trung vào đôi mắt nên nếu mở rộng đôi mắt ra bạn sẽ nhìn thấy được rất nhiều điều thú vị từ cuộc sống, kể cả những điều nhỏ nhặt nhất... Nếu bạn quan sát kỹ sẽ thấy là có nhiều đôi mắt với nhiều Tùng Dương khác nhau [...] và trong đó, Tùng Dương cũng chỉ là một hạt bụi "li ti" trong gió, trong cuộc đời này mà thôi."

## Danh sách ca khúc
| STT | Nhan đề                    | Sáng tác                         | Thời lượng |
| --- | -------------------------- | -------------------------------- | ---------- |
| 1.  | "Trời cho"                 | Sa Huỳnh                         | 4:37       |
| 2.  | "Con cò"                   | Lưu Hà An                        | 6:29       |
| 3.  | "Đồng hồ treo tường"       | Nguyễn Xinh Xô                   | 3:27       |
| 4.  | "Giao diện mở" (không lời) | Sebastian Parche, Vincent Nguyễn | 3:01       |
| 5.  | "Sáng nay"                 | Lưu Hà An                        | 4:52       |
| 6.  | "Giăng tơ"                 | Lưu Hà An                        | 4:57       |
| 7.  | "Li ti"                    | Sa Huỳnh                         | 6:58       |
| 8.  | "Hoài vọng" (không lời)    | Vicent Nguyễn                    | 4:31       |

## Thành phần tham gia sản xuất
- Tùng Dương – hát chính, hát nền.
- Dàn nhạc Beethoven của thành phố Bonn, Đức – hòa âm dàn nhạc.
- Sa Huỳnh, Lưu Hà An, Nguyễn Xinh Xô, Nguyễn Công Phương Nam, Sebastian Parche – sáng tác, hòa âm, phối khí.

Sản xuất
- Nguyễn Công Phương Nam – sản xuất, hòa âm, phối khí, thu âm.
- Touch Sky Productions, Sebastian Parche – thu âm.
- Lương Dũng – chịu trách nhiệm xuất bản[18].

## Đánh giá
Cho dù hầu hết ca khúc trong album đều là những sáng tác đã từng được biết tới song Tùng Dương vẫn cho rằng album "không dễ nghe" và "kén tai". Thực tế, Li ti lại nhận được những đánh giá vô cùng tích cực từ người nghe và giới chuyên môn. Báo Tiền phong đánh giá cao khả năng phối khí của ê-kíp của các nhạc sĩ Nguyễn Công Phương Nam và Sebastian Parche, đồng thời ca ngợi album "là dịp để người nghe khám phá lại các bài hát vốn là tinh hoa của nhạc Việt vài năm trở lại đây." Nhà báo Kiến Huy trên báo điện tử vnexpress nhấn mạnh tới sự kết hợp hoàn hảo giữa nhạc điện tử với màu sắc dân gian và phong cách âm nhạc đặc trưng của Tùng Dương, cùng với đó là hai bản hòa tấu xuất sắc góp phần tạo nên "không gian đa chiều cho người thưởng thức". Ngoài ra, nhà báo cũng đánh giá cao tài năng của Tùng Dương khi nhận xét anh đã "hạn chế tối đa chất ma mị, gầm gừ trong chất giọng để hát nhẹ nhàng, trong sáng".
Tuy nhiên vẫn có vài đánh giá tiêu cực về nội dung album. Báo Tiền phong cho rằng hai bản hòa tấu không phù hợp với tổng thể album, trong khi chất "điện tử" vẫn chưa đồng nhất và nhận xét giọng mộc của Tùng Dương "hay" nhưng "chưa đủ quái để không phải tô vẽ thêm kỹ xảo điện tử". Thậm chí, báo Lao động còn cho rằng Li ti là một bước lùi của Tùng Dương khi so với album trước đó là Những ô màu khối lập phương, anh đã chấp nhận một thứ âm nhạc dễ nghe hơn và không có nhiều mới mẻ.
Nhìn chung, Li ti là một album thành công của Tùng Dương. Không lâu sau khi phát hành, Li ti đã được trao giải "Album Vàng 2010" tháng 2 năm 2011 do Hội đồng nghệ thuật của Album vàng bình chọn. Tháng 4 năm 2011, Li ti trở thành "Album của năm" tại Giải thưởng Âm nhạc Cống hiến lần thứ 6 với 65/102 phiếu bầu, còn bản thân Tùng Dương cũng được trao giải "Ca sĩ của năm".
Ca khúc "Giăng tơ" sau này còn được Tùng Dương hát lại, đưa vào album tiếp theo của mình Độc đạo (2013) qua bản phối của nhạc sĩ Nguyên Lê.